# Šime Bančić
Šime Bančić (Kršanci kraj Žminja, 7. veljače 1898. – Pula, 12. lipnja 1982.), hrvatski pravnik iz Pule.

## Životopis
Rođen u Kršancima kraj Žminja. Pohađao je pazinsku gimnaziju, a pravo je studirao u Zagrebu. U doba izbora 1922. došao je s Josipom Petehom iz Zagreba u Žminj kako bi pokušao utjecati na pravednost izbora. Organizirali su 600 muškaraca Žminjštine i tražili narodne »žminjske pravice« pred Komesarijatom u Pazinu. Vojska ih je rastjerala, a Bančića su bacili u Pazinsku jamu, odakle ga je izvukao i spasio talijanski časnik. Vratio se u Zagreb, gdje su Istrani pred talianskim poslanstvom organizirali prosvjed. Međutim, bio je nepoćudan jugoslavenskim vlastima, koje su ga poslale u službu u zabačena mjesta Bosne i Dalmatinske zagore. Za druguga svjetskoga rata pridružio se oslobodilačkom pokretu, a nakon rata radio je na agrarnoj reformi. Nakon umirovljenja živio je u Puli.